# ＃1Lib1Ref

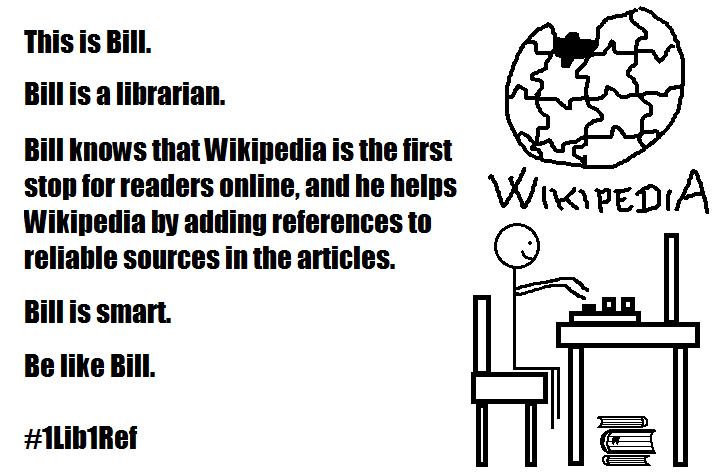
一张该活动相关的学学比尔迷因图

#1Lib1Ref是邀请全球的圖書館員参与网络百科全书，特别是通过添加參考文獻来改进条目的维基百科活动。
首届#1Lib1Ref活动恰逢2016年1月维基百科成立15周年。该活动基于“一位图书馆员，一条参考文献”的理念，据组织者估计，如果地球上的每个图书馆员花15分钟添加一个参考文献，很快就能消除英语维基百科积压的35万条[来源请求]标签。首届活动自2016年1月15日起，至23日止，共为期一周，并在各种社交媒体平台上使用了#1lib1ref主題標籤。

## 首届活动的结果
首届活动结束时，有327名用户在编辑摘要中使用了#1lib1ref标签对9种语言维基百科的879个页面进行了1232次修改，这些数字可能低于实际的成功程度，因为许多参与者被观察到在编辑摘要中省略了该标签。在Twitter上，超过630名用户在1100多条推文中使用了#1lib1ref标签。

## 后续
该活动作为维基百科生日的年度庆祝活动被保留下来，并在随后几年扩展为为期三周的活动。1Lib1Ref活动目前仍是维基媒体基金会GLAM推广战略的一部分，旨在让更多的图书馆员参与到维基百科的改进中来。